# Mesothen petosiris
Mesothen petosiris là một loài bướm đêm thuộc phân họ Arctiinae, họ Erebidae.